# Brick Bradford

Brick Bradford foi o herói de uma série de histórias em quadrinhos iniciada em 1933, criada pelo escritor William Ritt (um jornalista estabelecido em Cleveland, Ohio) e pelo artista Clarence Gray, sendo originalmente distribuída pela Central Press Association, uma subsidiária da King Features. No Brasil, foi publicado nas revistas Suplemento Juvenil e O Gibi da década de 1930, quando foi chamado de Dick James. Em publicações mais recentes o título original foi mantido.

## Espaço e tempo
Inicialmente, lembrava quadrinhos de aventuras aéreas como Skyroads, até que começou a abordar elementos de ficção científica presente em tiras como Buck Rogers e Flash Gordon visto que suas histórias características giravam à roda de temas como dinossauros, vilões intergalácticos, robôs e mundos sub-atômicos. Em meados dos anos 1930 a popularidade de Brick Bradford aumentou grandemente e a série ganhou uma edição semanal iniciada em 24 de Novembro de 1934, bem como já havia começado a aparecer nos suplementos dominicais dos grandes jornais em 1933, 15 meses antes de sua publicação semanal. 
Em 20 de Abril de 1935, a série Brick Bradford ganhou uma máquina do tempo (no formato de um pião, que tanto podia ir para o futuro quanto para o passado) chamada de Time Top nos quadrinhos (similar àquela de Brucutu), a qual tornou-se um produto básico para a série pelos anos seguintes, bem como significou o primeiro uso regular de viagem no tempo numa HQ.

## Nostalgia
Posteriormente, a série Brick Bradford foi reimpressa em revistas em quadrinhos (comic books), visto que a King Features começou a se expandir neste mercado editorial a partir de Abril de 1936 com a King Comics (selo da própria King Features), (juntamente com Zé Fumaça, Henry, Popeye e Pafúncio e Marocas entre outros) bem como com a Ace Comics, de 1947 a 1949. A medida que as histórias antigas eram reimpressas, uma nova série estrelada por Brick foi editada na Standard Comics (juntamente com The Fighting Yank e Supermouse), mas a série foi logo cancelada.
Brick Bradford reapareceu em 1960 na King Comics (série original, não reimpressa) junto com outros clássicos como Fantasma e Mandrake. Os quadrinhos também tiveram um filme baseado neles bem como uma série de livros (Big Little Books) e um seriado cinematográfico em 12 capítulos produzida pela Columbia Pictures em 1947.
A série terminou em 25 de Abril de 1987. Ritt havia se cansado de escrever as histórias de Brick em 1948, Gray teve problemas de saúde e parou de desenhar para a série em 1952 e Paul Norris (que mais tarde criou Aquaman e trabalhou nas séries Agente Secreto X-9, Vic Jordan e Jim das Selvas), aposentou-se em 1987.

## Outras mídias
Em 1947, ganhou um seriado pela Columbia Pictures de 12 capítulos, estrelado por Kane Richmond, assim como uma série de Big Little Books produzidos pela Whitman Publishing.